# Cerkiew Trójcy Świętej w Moskwie (Oriechowo-Borisowo)
Cerkiew Trójcy Świętej – prawosławna cerkiew w Moskwie, w dzielnicy Oriechowo-Borisowo, bezpośrednio podlegająca patriarchom moskiewskim i całej Rusi.

## Historia
Koncepcja budowy nowego soboru, połączonego z centrum administracyjnym Patriarchatu Moskiewskiego, a będącego równocześnie pomnikiem tysiąclecia chrztu Rusi, pojawiła się po raz pierwszy w 1988, natychmiast po poprawie relacji między państwem radzieckim a Rosyjskim Kościołem Prawosławnym. Jako lokalizację świątyni wybrano jedną z największych dzielnic Moskwy – Oriechowo-Borisowo, zaś w pierwotnym planie sobór miał być przeznaczony nawet dla 20 tys. wiernych. Kamień węgielny pod budowę świątyni położył w 1988 patriarcha moskiewski i całej Rusi Pimen. Inwestycja została jednak zarzucona po upadku ZSRR, gdy Rosyjski Kościół Prawosławny przeznaczył posiadane środki finansowe na remonty mniejszych cerkwi parafialnych, zniszczonych w poprzednich dziesięcioleciach. W 1995, gdy rozpoczęto odbudowę soboru Chrystusa Zbawiciela w Moskwie, Kościół czasowo zrezygnował z projektu. Idea budowy obszernego soboru (choć mniejszego, niż zakładano pierwotnie) pojawiła się ponownie dopiero po oddaniu wymienionej wyżej cerkwi do użytku. 
Prace nad wzniesieniem świątyni na brzegu Borisowskich Prudów trwały od 2001 do 2004. Gotową cerkiew poświęcił w maju 2004 patriarcha moskiewski i całej Rusi Aleksy II.

## Architektura
Obiekt reprezentuje styl neobizantyński. Wnętrze świątyni dekorowane jest złotem i marmurem, na zewnątrz cerkiew zdobią płaskorzeźby. W obiekcie znajduje się porcelanowy ikonostas – trzecia taka konstrukcja w Rosji i pierwsza w Moskwie.